# (471143) Dziewanna
(471143) Dziewanna – planetoida z grupy obiektów transneptunowych.
Obiekt krąży wokół Słońca w tzw. rezonansie orbitalnym 2:7 z Neptunem. Przed nadaniem nazwy planetoida nosiła oznaczenie (471143) 2010 EK139.

## Odkrycie i nazwa
Planetoida ta została odkryta 13 marca 2010 roku w programie OGLE-IV przez zespół astronomów Uniwersytetu Warszawskiego pod kierownictwem prof. Andrzeja Udalskiego przy użyciu kamery obrazującej niebo zainstalowanej przy 1,3 m teleskopie warszawskim w Obserwatorium Las Campanas. Odkrywcami tego obiektu byli: Andrzej Udalski, Scott Sheppard, Marcin Kubiak i Chad Trujillo. Planetoidzie nadano imię Dziewanna, słowiańskiej bogini dzikiej przyrody, lasów i polowań.

## Orbita
(471143) Dziewanna okrąża Słońce po mocno wydłużonej eliptycznej orbicie w ciągu ok. 570 lat w średniej odległości 68,7 j.a. Nachylenie jej orbity względem ekliptyki to 29,5°, a mimośród jej orbity wynosi 0,527. Planetoida ta – wraz z 2010 HE79, 2010 EL139 i 2010 FX86 – jest jedną z czterech dużych obiektów transneptunowych odkrytych przez polskich astronomów w 2010 roku.

## Charakterystyka fizyczna
(471143) Dziewanna jest jednym z większych obiektów odkrytych na przełomie pierwszej i drugiej dekady XXI wieku w Układzie Słonecznym. Początkowo jego rozmiary szacowano nawet na ok. 1000 km, co pozwalałoby umieścić go w końcówce pierwszej dwudziestki największych planetoid. Ocenia się jednak, że średnica planetoidy (471143) Dziewanna wynosi ok. 470 km, co nadal czyni ją jednym z czterdziestu największych samodzielnych ciał Układu Słonecznego i kandydatem na planetę karłowatą.